# 夏色祭
夏色祭（日语：／ Natsuiro Matsuri）是日本的虛擬YouTuber、虛擬偶像。所屬事務所為hololive 。

## 簡介
hololive的一期生，形象為棕髮，單馬尾的JK啦啦隊新生，喜歡祭典相關的東西（設定上），也特別喜歡女孩子，初登場時就對眾多Hololive成員告白，且在直播中常常調戲其他女性Vtuber，並有著的夢想，因為名字發音被華語圈觀眾稱為“馬自立”。

## 人物設定
- 角色設計者為皆村春樹[2]
- Live2D設計者為入江燈[3]
- 3D設計者為ぽんぷ長[4]

## 經歷

### 2018年
- 6月1日，開始活動，同日晚上23時（日本時間6/2日0:00）進行首次直播。

### 2019年
- 4月13日，YouTube訂閱數突破5萬人。
- 4月27日，於『ニコニコ超会議「超bilibili Vupステージ」』出場[5]。
- 8月27日，YouTube訂閱數突破10萬人。
- 10月5日，於「VTUBERLAND2019 hololiveWEEK ～清楚さいきょうらんど～ ホールイベント第1部」出場[6]。
- 11月21日，《hololive》和《碧藍航線》合作，作為驅逐艦登場，其餘合作的成員分別為航空母艦的時乃空、潛水艦的湊阿庫婭、驅逐艦的白上吹雪、重巡洋艦的百鬼绫目、航空母艦的大神澪和輕型航空母艦的紫咲詩音。
- 12月29日，於株式会社アップランド （页面存档备份，存于）舉辦的「V-RIZIN2019」出場[7]。

### 2020年
- 1月24日，在豐洲PIT舉辦的hololive 1st fes.『ノンストップ・ストーリー』[8]出演。
- 9月5日，在朝日電視台舉辦的「ガリベン納涼祭」出場。[9][10]
- 10月16日，在「D4DJ First Mix TV」#3出場[11]
- 10月23日，在「D4DJ First Mix TV」#4出場[11]。
- 10月24日，VTuber聯合樂曲合輯「IMAGINATION vol.3」開始數位發行，實體CD發售日為2020年12月23日，該合輯收錄了夏色祭所翻唱的歌曲『風吹けば恋（日语：風吹けば恋）』[12]

### 2021年
- 3月30日，與噶嗚·古拉一同推出了合作歌曲Sorairo Days（Cover）[13]。
- 6月1日，YouTube頻道訂閱人數突破100萬人[14]。

## 活動

### 電視動畫
- 偵探已經，死了。（2021年7月、本人 / 夏色祭）[15]

### 電視節目
- D4DJ First Mix TV（2020年9月29日）

### 连续剧
- 四月一日三姐妹之家庭故事（日语：四月一日さん家の）（2019年 - 2020年，东京电视台） 飾 若木 春

### 遊戲
- 棕色塵埃 飾 路里瑟亞
- 碧蓝航线

## 音樂作品

### 發行作品
|      | 發布日期      | 樂曲名稱                 | 數位媒體規格產品編號 | 實體發行規格產品編號 | 備註 |
| ---- | ------------- | ------------------------ | -------------------- | -------------------- | ---- |
| 單曲 |               |                          |                      |                      |      |
| 1    | 2021年7月23日 | HiHiハイテンション！     | CVRD-057             |                      |      |
| 2    | 2022年7月23日 | ネバギバ夏色ストーリー！ | CVRD-183             |                      |      |
| 3    | 2023年3月20日 | ゼッタイ王政カーニバル！ | CVRD-271             |                      |      |
| 4    | 2023年9月1日  | ばーちゃらぶ             | CVRD-326             |                      |      |
| 5    | 2024年11月2日 | ENDLESS FES              | CVRD-489             |                      |      |
| 6    | 2025年3月9日  | ラヴレター               | CVRD-547             |                      |      |

## 外部連結
- YouTube上的  Matsuri Channel 夏色まつり 頻道
- 夏色まつり🏮NatsuiroMatsuri（@natsuiromatsuri） | Twitter （页面存档备份，存于） （日語）
- 夏色祭Official（Bilibili） （页面存档备份，存于）（中文）
- hololive production 所属タレント 夏色まつり （页面存档备份，存于）（日語）
- 夏色まつり @natsuiromatsuri |OPERACT.tv （页面存档备份，存于）（日語）
- 皆村春樹（@halllki） | Twitter （页面存档备份，存于） （日語）